# 윤성보 (1861년)
윤성보(尹性普, 1861년 12월 29일 ~ 1917년 3월)는 대한제국의 관료이며 일제강점기의 법조인이다.

## 생애
본관은 파평이다. 어릴 때는 한학을 공부하다가 1895년 4월에 법관양성소에 들어가 그해 11월에 졸업하였다. 1896년에 판임관 6등의 법부 주사로 임명되면서 관직에 들어섰다.
고등재판소에서 시보로 근무하고 군법기초위원을 지내는 등 법률 전문가로 활동하였고, 법부 검사로 임용되어 고등재판소에 배치 받았다. 이후 한성부재판소 판사, 평안남도 강서군과 덕천군 군수, 법부 참서관, 평리원 판사, 법부 형사국장 등 역임하였다.
1907년에는 함경북도 관찰사에, 1908년에는 법부 소속인 평양공소원 검사에 임명되어 있었다. 1910년 한일 병합 조약이 체결된 후에도 조선총독부 산하의 평양공소원 검사로 그대로 근무를 계속했다.
이후 총독부 체계로 사법부가 개편되어 평양복심법원이 설치되자 이 곳에서 검사와 판사를 차례로 지냈다. 평양복심법원 판사로 재직 중이던 1917년에 사망했다. 1912년에 한국병합기념장을 수여받았고, 사망 시점을 기준으로 종5위에 서위되어 있었다.
2002년 발표된 친일파 708인 명단 판사 부문과 2008년 공개된 민족문제연구소의 친일인명사전 수록예정자 명단 중 사법 부문에 모두 수록되어 있다.

## 같이 보기
- 민족문제연구소의 친일인명사전 수록자 명단 - 사법

## 참고자료
- 윤성보(尹性普) - 국사편찬위원회